# Новоторцев, Владимир Михайлович
Влади́мир Миха́йлович Новото́рцев (30 марта 1946, Платнировская, Краснодарский край — 23 августа 2018, Москва) — советский и российский химик. Академик РАН (с 2008 года). Научный руководитель и заведующий лабораторией магнитных материалов Института общей и неорганической химии им. Н. С. Курнакова РАН.
Главными направлениями научной деятельности являются синтез магнитных материалов на основе оксидов и халькогенидов переходных металлов. Имеет более 1000 цитирований на свои работы. Индекс Хирша — 23.

## Биография
В 1970 году окончил факультет молекулярной и химической физики МФТИ. После окончания университета работал в Институте общей и неорганической химии АН СССР (ныне — ИОНХ РАН). В 2004—2015 годах занимал должность директора института, с 2015 года — научный руководитель ИОНХ РАН.
В 2000 году избран членом-корреспондентом РАН, академик РАН c 2008 года.
В течение многих лет являлся заместителя главного редактора «Журнала неорганической химии», членом редакционных советов журналов «Координационная химия», «Известия Академии наук. Серия химическая» и « Вода: химия и экология».
В. М. Новоторцев являлся заместителем академика-секретаря и руководителем Секции науки о материалах ОХНМ РАН, долгие годы возглавлял экспертный совет по неорганической химии ВАК РФ.
Скончался 23 августа 2018 года в Москве. Похоронен на Троекуровском кладбище (участок 18).

## Научные достижения
Исследования В. М. Новоторцева во многом стимулировали развитие химии магнитных полупроводников в нашей стране. Под его руководством разработаны методы направленного синтеза полиядерных кластеров переходных металлов, на базе которых выявлены основные корреляции, позволяющие направленно модифицировать свойства функциональных материалов нового поколения — молекулярных магнетиков. Научные достижения В. М. Новоторцева легли в основу создания инновационных магнитно-оптических устройств, позволили разработать оригинальные методы изучения электронного строения соединений, позволяющие моделировать механизмы формирования свойств с изменением состава и структуры.
В рамках исследований под руководством Владимира Михайловича впервые проанализированы на молекулярном уровне негайзенберговские формы магнитных обменных взаимодействий и показано, что антисимметричный обмен вызывает слабый ферромагнетизм, а анизотропный обмен определяет важнейшие характеристики молекулярных магнетиков — направление и скорость релаксации вектора намагниченности. Неоценим вклад В. М. Новоторцева в развитие исследований магнитных взаимодействий. Предложенные им подходы позволили рассчитать набор микро- и макропараметров, определяющих свойства магнитоактивных веществ, а также понять природу обменных взаимодействий и объяснить магнитные, магнитооптические и электрические свойства не только модельных систем, но и практически важных твердофазных материалов.
Научные достижения Владимира Михайловича, опубликованные в более чем 400 статьях и обзорах, вызывают интерес среди выдающихся российских и зарубежных учёных.
Под руководством Владимира Михайловича успешно защитились более 20 кандидатов и докторов наук.

## Награды
- Лауреат Государственной премии Российской Федерации (2002) за работу «Полиядерные соединения: молекулярные магнетики и катализ»
- Награждён орденом Почёта и орденом Дружбы.
- Лауреат премии им. Л. А. Чугаева РАН (1995)[2].
- Награждён золотой медалью имени Н. С. Курнакова (2015)[3]